# Alenia C-27J Spartan
El Alenia C-27J Spartan (Espartano en inglés) es un avión de transporte táctico medio, derivado del G.222, fabricado por la división de aviones de Leonardo (previamente Finmeccanica y Alenia Aeronautica), al que se le ha equipado con los motores y sistemas del Lockheed Martin C-130J Super Hercules. Su designación deriva de la que recibieron los 10 G.222 que adquirió en su día la Fuerza Aérea estadounidense, C-27A Spartan.

## Desarrollo
En 1997, Alenia Aeronautica y Lockheed Martin constituyeron la sociedad LMATTS (Lockheed Martin Alenia Tactical Transport Systems, Sistemas de Transporte Táctico Lockheed Martin Alenia) para desarrollar una versión del G.222 con los equipos con los que va equipada la actual versión del C-130 Hercules, la C-130J, que comprenden aviónica avanzada (incluida "cabina de cristal") y nuevos motores, los Rolls-Royce-Allison AE 2100, así como sus mismas "hélices de cimitarra", las Dowty R-391. Para resaltar la comunalidad de equipos (y la consiguiente simplificación logística para las flotas que operen ambas aeronaves) incluso se eligió la misma letra "J" que designa al Super Hercules. La intercambiabilidad de piezas entre ambos aviones está estimada en un 65%. Sin embargo, la sociedad conjunta fue disuelta cuando Lockheed Martin decidió finalmente acudir al concurso JCA con un producto propio, el mencionado C-130J. Ante la necesidad de un socio estadounidense para competir en el concurso, Alenia se unió entonces a L-3 Communications para constituir GMAS (Global Military Aircraft Systems, Sistemas de Aviones Militares Globales), a la que se adhirió posteriormente Boeing Integrated Defence Systems.
Respecto al G.222, el peso máximo al despegue se ha aumentado sensiblemente (de 28 000 kg a 31 800), el alcance se incrementa un 35% y el techo operativo es un 30% mayor.
|                                                                |                                                                  |
| Alenia G.222 / C-27A Spartan                                   | C-27J Spartan                                                    |
| - Carga útil: 5500 kg - Vel. máx.: 540 km/h - Alcance: 4685 km | - Carga útil: 11 500 kg - Vel. máx.: 602 km/h - Alcance: 5926 km |

### Competidores

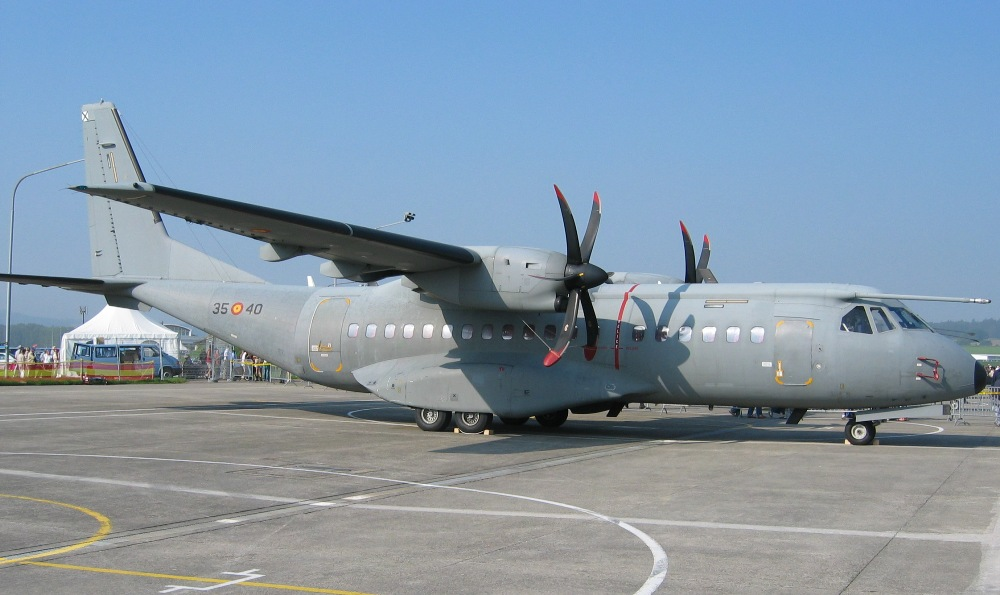
Un C-295, que, fabricado por la compañía española CASA, es el gran competidor del C-27J Spartan.

El C-27J es el principal competidor del español CASA C-295, al que batió, tras una dura y prolongada competición, en el concurso JCA (Joint Cargo Aircraft, Avión Carguero Conjunto) convocado por el Ejército y la Fuerza Aérea de los Estados Unidos. Respecto al modelo de CASA, el C-27J puede transportar una carga mayor a una distancia más grande y tiene un suelo reforzado, de resistencia equivalente a la del C-130 Hercules, que le permite operar con vehículos de cadenas, cuyo sistema de rodaje es mucho más agresivo que el de ruedas para la superficie sobre la que se desplazan, y por tanto no pueden embarcar en cualquier avión.  Además la forma de su bodega, alta y ancha, resulta más adecuada para el transporte de carga. Hay que tener en cuenta que el C-295 deriva de un avión de mucha menor capacidad como es el CN-235, y para aumentarla la única solución viable fue incrementar el número de cuadernas, resultando con ello un avión bastante más largo, en el que se puede instalar un buen número de asientos y con una capacidad teórica de carga bastante superior a la de su predecesor, pero con una bodega de sección limitada. Precisamente, la mayor amplitud de su bodega fue un factor decisivo en la victoria del C-27J en el concurso de la Fuerza Aérea Eslovaca, en el que el avión español fue eliminado por considerársele pequeño para transportar los blindados Aligator del Ejército Eslovaco. En resumen, puede decirse que el C-295 es un mejor transporte de tropas, mientras que el Alenia es un mejor carguero.
Por otra parte, el italiano tiene a su favor el disponer de equipos comunes con el C-130J Super Hercules, con la consiguiente ventaja logística para las fuerzas que operen dicho avión. En cambio, la tecnología básica de su plataforma es más anticuada, al basarse en un avión, el Alenia G.222, que voló por primera vez en 1970, mientras que el avión del que deriva el C-295, el CN-235, lo hizo en 1983, y por otro lado su coste es mucho más elevado que el del modelo español.
|               | Capacidad soldados | Capacidad camillas | Carga máxima | Velocidad máxima | Alcance | Precio en euros |
| ------------- | ------------------ | ------------------ | ------------ | ---------------- | ------- | --------------- |
| C-27J Spartan | 60                 | 36                 | 11 500 kg    | 602 km/h         | 5926 km | 33 millones     |
| C-295M        | 71 (+4 op.)        | 24 (+3 op.)        | 9250 kg      | 480 km/h         | 5630 km | 19,83 millones  |

## Diseño

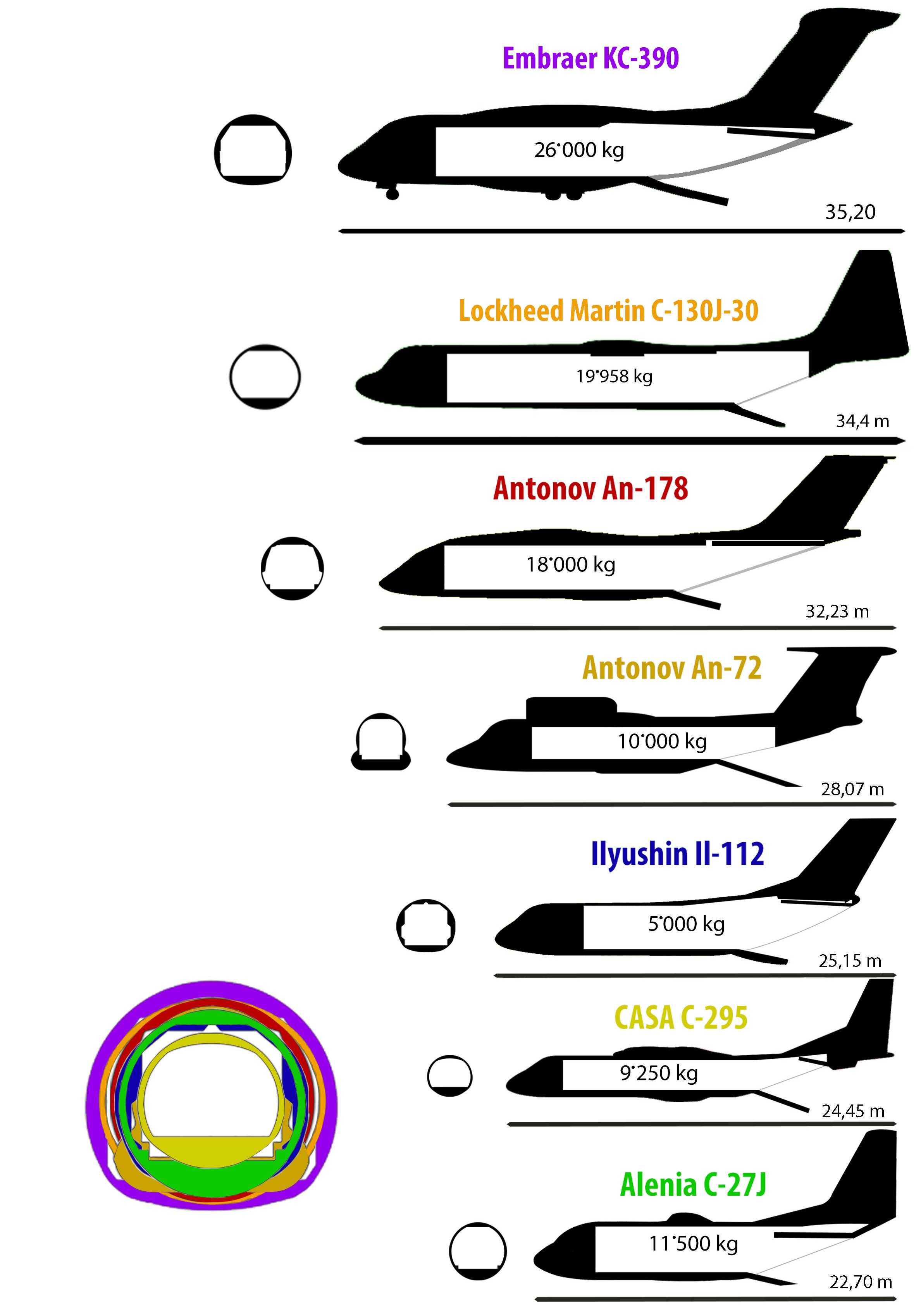
Comparación de aviones de transporte medio.

Tiene capacidad para transportar hasta 46 paracaidistas o 60 soldados (36 camillas y 6 asistentes en configuración MEDEVAC). El avión también puede embarcar hasta 11,5 toneladas de carga.
La versión encargada por la Aeronautica Militare está especialmente completada, al comprender HUD, contramedidas para defensa contra misiles y sonda de reabastecimiento en vuelo.

## Componentes
Estados Unidos

### Electrónica
| Sistema        | País                      | Fabricante | Notas                    |
| -------------- | ------------------------- | ---------- | ------------------------ |
| Redes de datos |                           |            | MIL-STD-1553B, ARINC 429 |
| TAWS (opción)  |                           |            |                          |
| ACAS II        | Bandera de Estados Unidos | Honeywell  | MILACAS XR               |

### Propulsión
| Sistema | País                      | Fabricante             | Notas                                                                              |
| ------- | ------------------------- | ---------------------- | ---------------------------------------------------------------------------------- |
| Motor   | Bandera de Estados Unidos | Allison Engine Company | 4 × Rolls-Royce AE 2100-D2A. Empresa estadounidense vendida a Rolls-Royce Holdings |

## Variantes

### Alenia AC-27J Stinger II
El AC-27J fue un cañonero propuesto para la Fuerza Aérea estadounidense. En 2008 se reasignaron 32 millones de dólares para comprar un C-27J para el Mando de Operaciones especiales de la USAF, para cubrir los requerimientos definidos por el AFSOC para el concepto AC-XX, un reemplazo para los envejecidos Lockheed AC-130. Se iban a usar sistemas probados para reducir riesgos. El AFSOC planeaba adquirir 16 cañoneros, el primero en 2011 y dos más por año hasta 2015. El AC-27J iba a ser una plataforma multimisión, equipada con cámaras totalmente móviles y adecuada para apoyar infiltraciones encubiertas y otras operaciones terrestres, armada con armas de 30 o de 40 mm o municiones de precisión como la bomba Viper Strike. En la conferencia de 2008 de la Asociación de la Fuerza Aérea fue llamado "Stinger II" por el AC-119K Stinger.
El C-27A 90-0170 fue sacado de su almacenamiento en el AMARC en octubre de 2008 y entregado en la Base de la Fuerza Aérea Eglin, Florida, para ser usado por el Laboratorio de Investigación de la Fuerza Aérea y probar la factibilidad de montar armas de 30 o 40 mm. En mayo de 2009, el programa fue puesto en espera debido a que los fondos para la compra conjunta de la Fuerza Aérea-Ejército de 40 C-27 fueron retirados de los presupuestos de 2010. El AFSOC decidió estandarizar su flota con el C-130 para cubrir sus necesidades de cañoneros.

### HC-27J
El HC-27J es una variante modificada de vigilancia para la Guardia Costera de los Estados Unidos. 14 C-27J retirados fueron reconstruidos como HC-27J para realizar tareas de patrulla marítima, vigilancia, búsqueda y rescate de medio alcance, interceptación de tráfico de drogas y migrantes, y misiones de respuesta a desastres. Las entregas comenzaron en noviembre de 2014.

### MC-27J

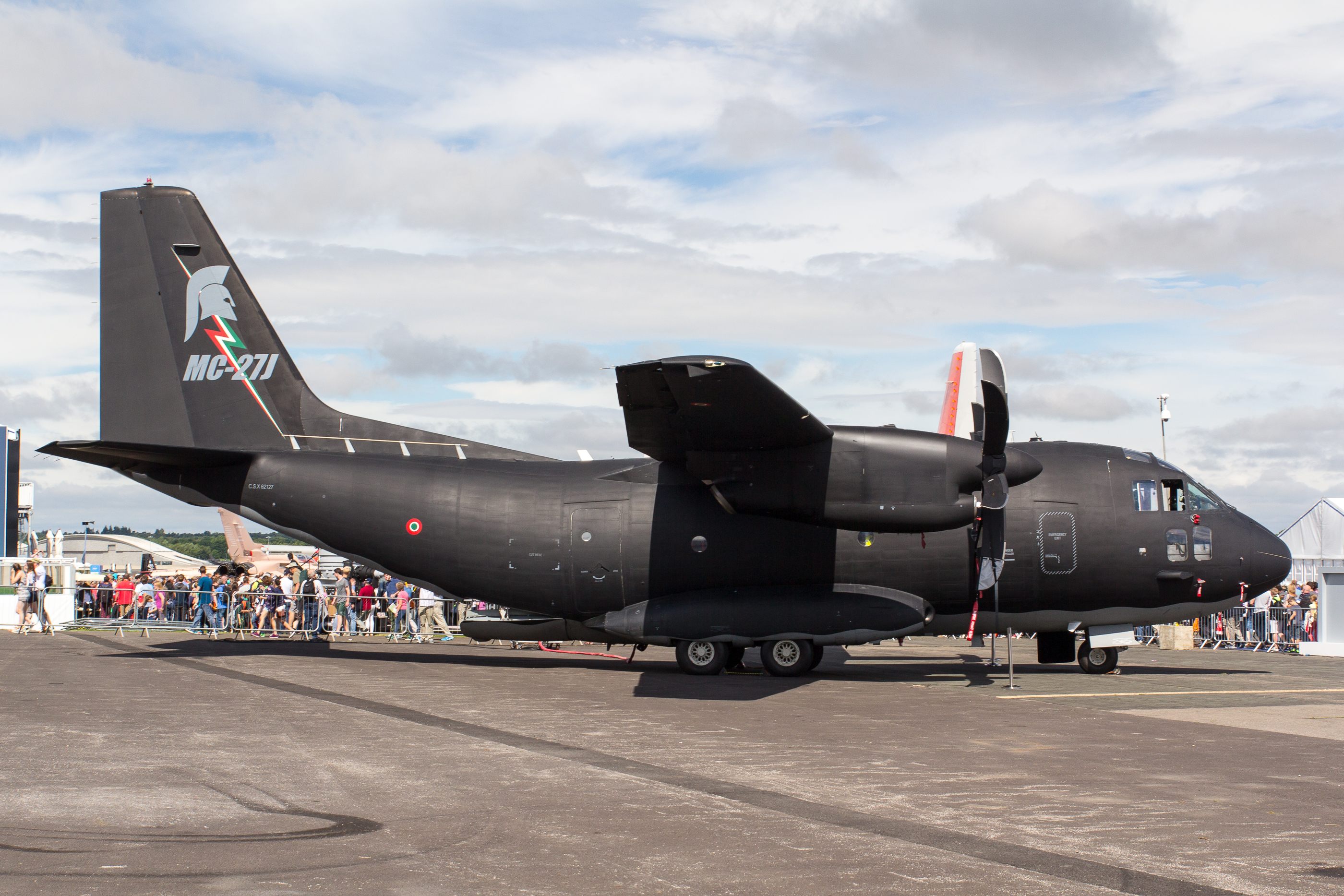
MC-27J CSX62127 en el Salón Aeronáutico de Farnborough de 2016.

El MC-27J es una variante de propósitos multimisión, que incluyen operaciones de Mando y Control, Comunicaciones, Inteligencia, Vigilancia, Reconocimiento (C3-ISR), Inteligencia de Señales (SIGINT) y Apoyo al Combate, utilizando sistemas rodantes para los diferentes sensores y equipo: Radar de Búsqueda AESA; sistema Electro-Óptico/Infrarrojo (EO/IR); Medidas de Apoyo Electrónico (ESM); Sistema de Misión paletizado; Sistema de Comunicaciones mejorado incluyendo capacidades de enlace de datos y SATCOM; Sistema de Gestión de Almacenaje para emplear Municiones Guiadas de Precisión (PGM, un soporte bajo cada ala); sistema de apoyo de fuegos paletizado con arma de alta precisión capaz de disparar a través de la puerta de lado izquierdo, que puede ser instalada y rápidamente desmontada cuando no se use. El MC-27J puede apoyar a las tropas de las fuerzas especiales y terrestres con fuego directo, realizando ISR armado, Apoyo Aéreo Cercano (CAS) y Búsqueda y Rescate de Combate (CSAR). También posee equipo de ayudas defensivas. En 2012, Alenia Aermacchi declaró que ofrecería un programa de actualización para la configuración del MC-27J. El MC-27J fue desarrollado por Alenia Aermacchi-Orbital como actividad privada.
La Fuerza Aérea italiana convirtió tres C-27J en MC-27J en 2016. El 25 de marzo de 2014, el primer MC-27J, llamado Praetorian (Pretoriano) en la configuración solicitada por la Fuerza Aérea italiana, realizó su primer vuelo. En julio del mismo año, se informó que el MC-27J había completado la primera fase de las pruebas terrestres y de vuelo con la Fuerza Aérea italiana. En octubre de 2020, el Documento Programmatico Pluriennale (DPP) 2020-2022 anual del Ministro de Defensa italiano indicó la realización del MC-27J para apoyar a las operaciones especiales.

### EC-27 "Jedi"
En 2010, la Fuerza Aérea italiana anunció el desarrollo de un paquete de guerra electrónica para su flota de C-27 bajo el programa Jamming and Electronic Defence Instrumentation (Instrumentación de Defensa Electrónica y Perturbación, JEDI). Una capacidad anunciada del avión es la desorganización de las comunicaciones por radio y, en particular, detonadores remotos usados comúnmente en los artefactos explosivos improvisados (IED). El EC-27 ha sido comparado con las capacidades del Lockheed EC-130H Compass Call de la USAF. En 2015 se reveló que un sistema "Jedi 2" mejorado estaba en desarrollo para proporcionar capacidades de guerra electrónica aumentadas.

## Operadores
Australia

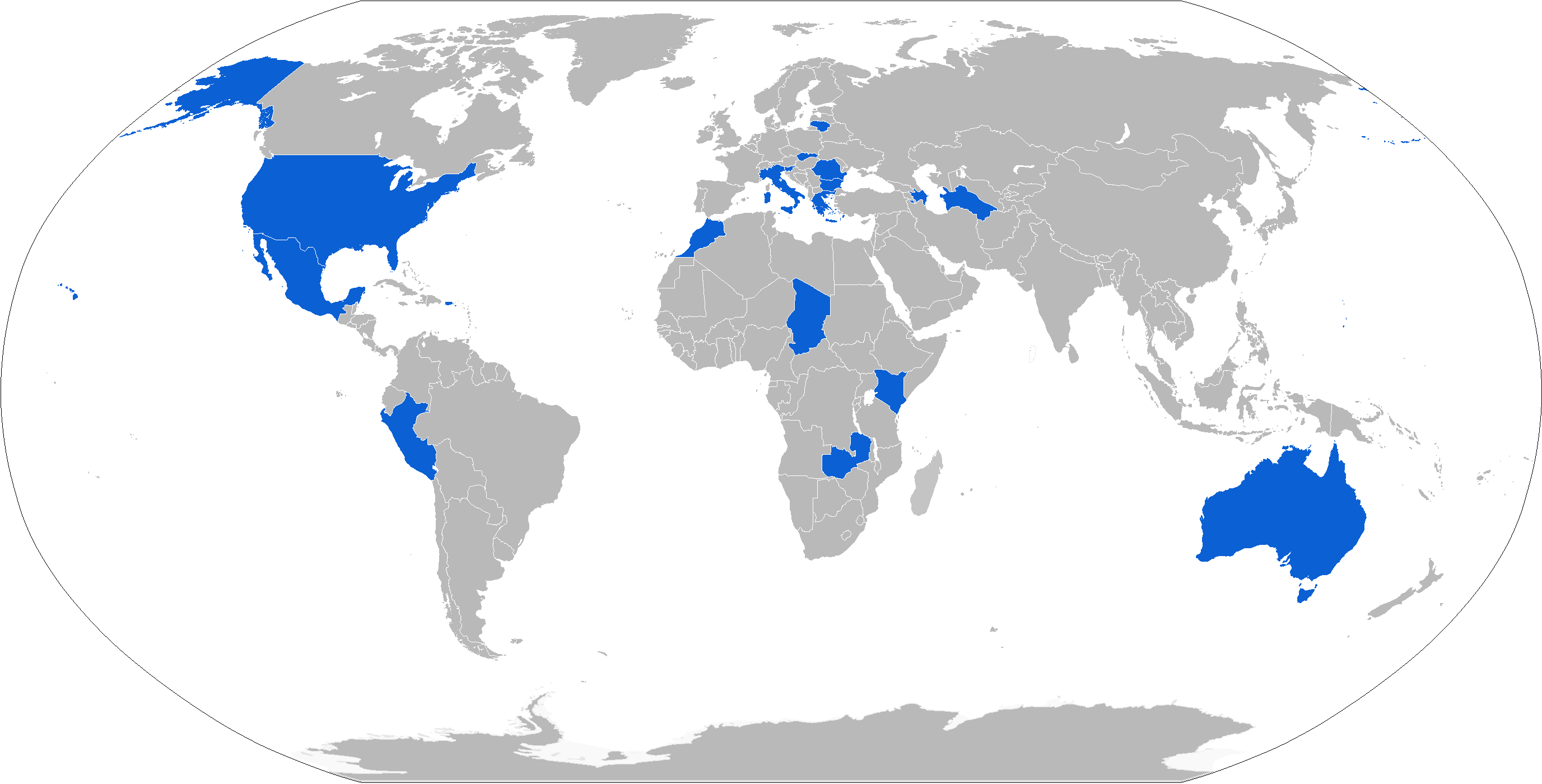
Países usuarios del C-27J.

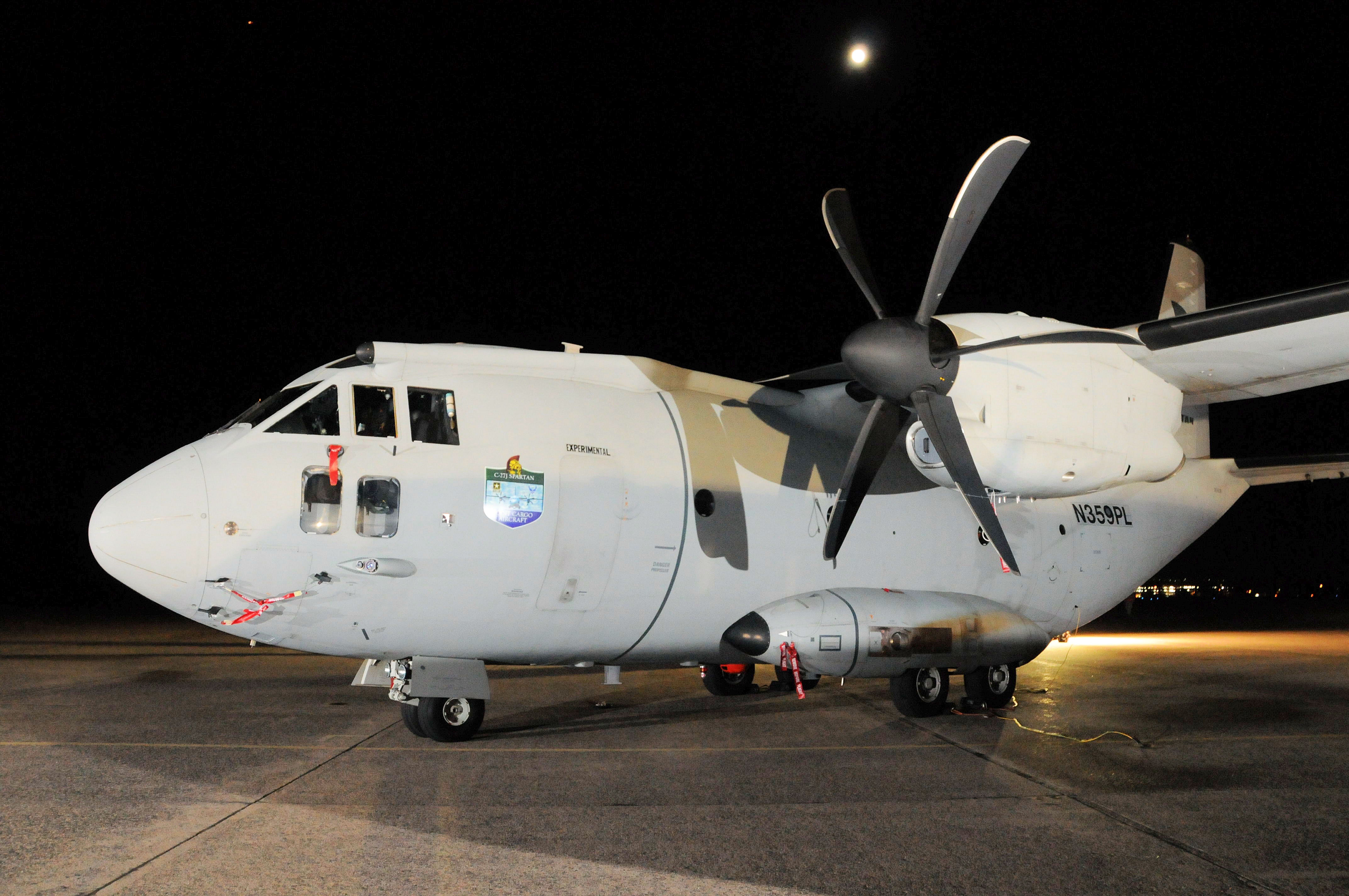
C-27J de la Fuerza Aérea de los Estados Unidos.

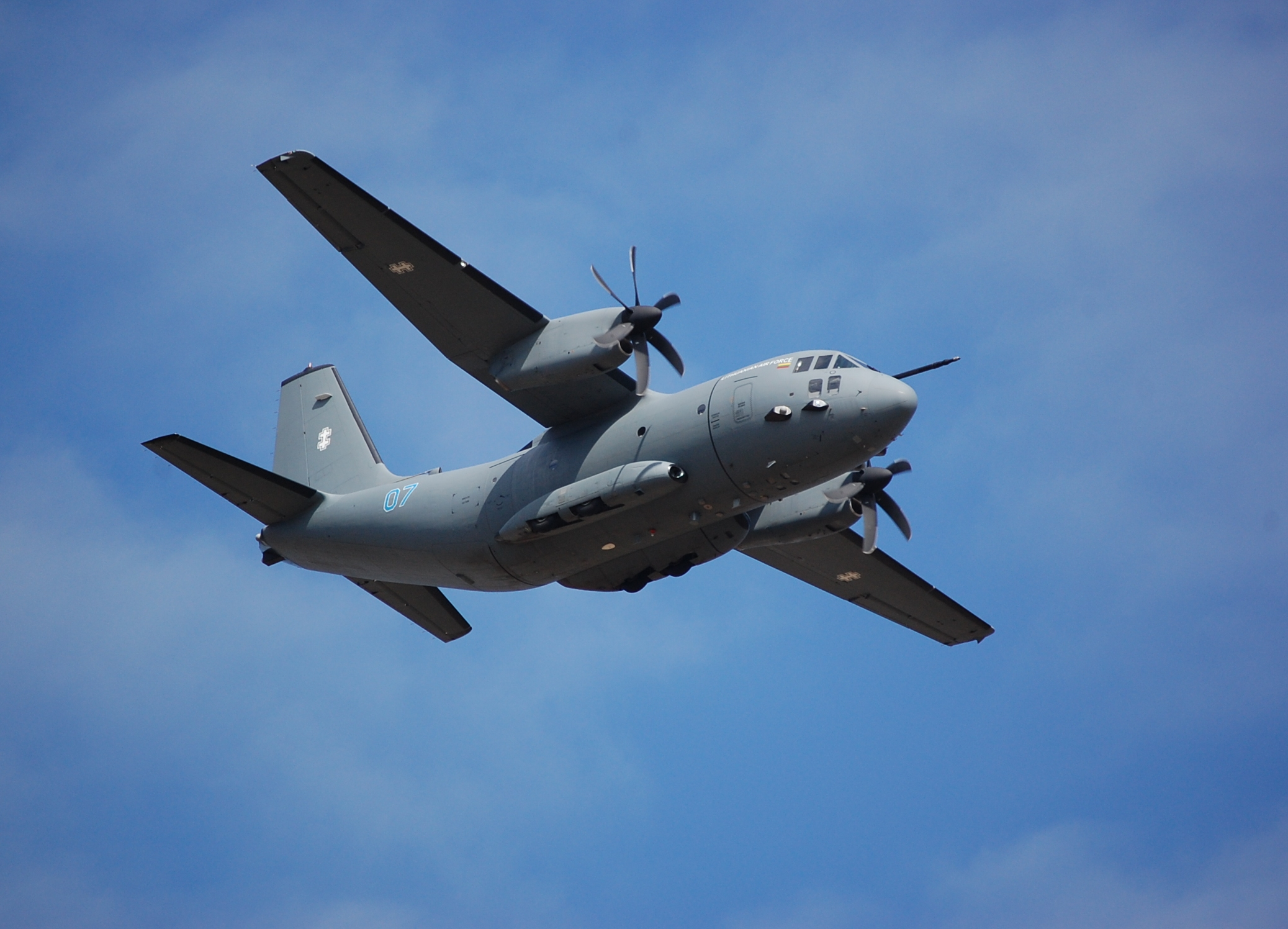
C-27J de la Fuerza Aérea Lituana en vuelo.

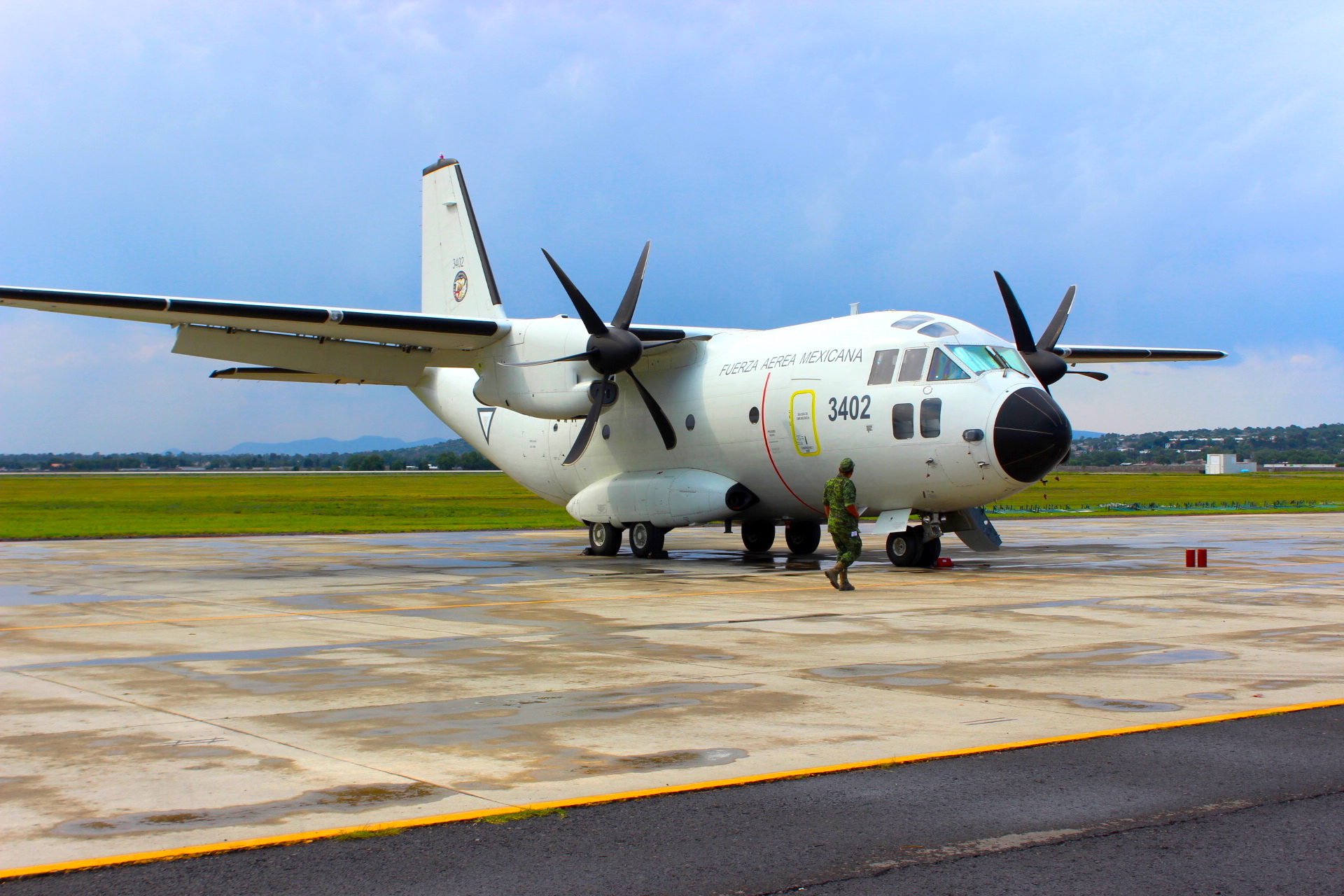
Ejemplar de la Fuerza Aérea Mexicana, en la Feria Aeroespacial 2015.

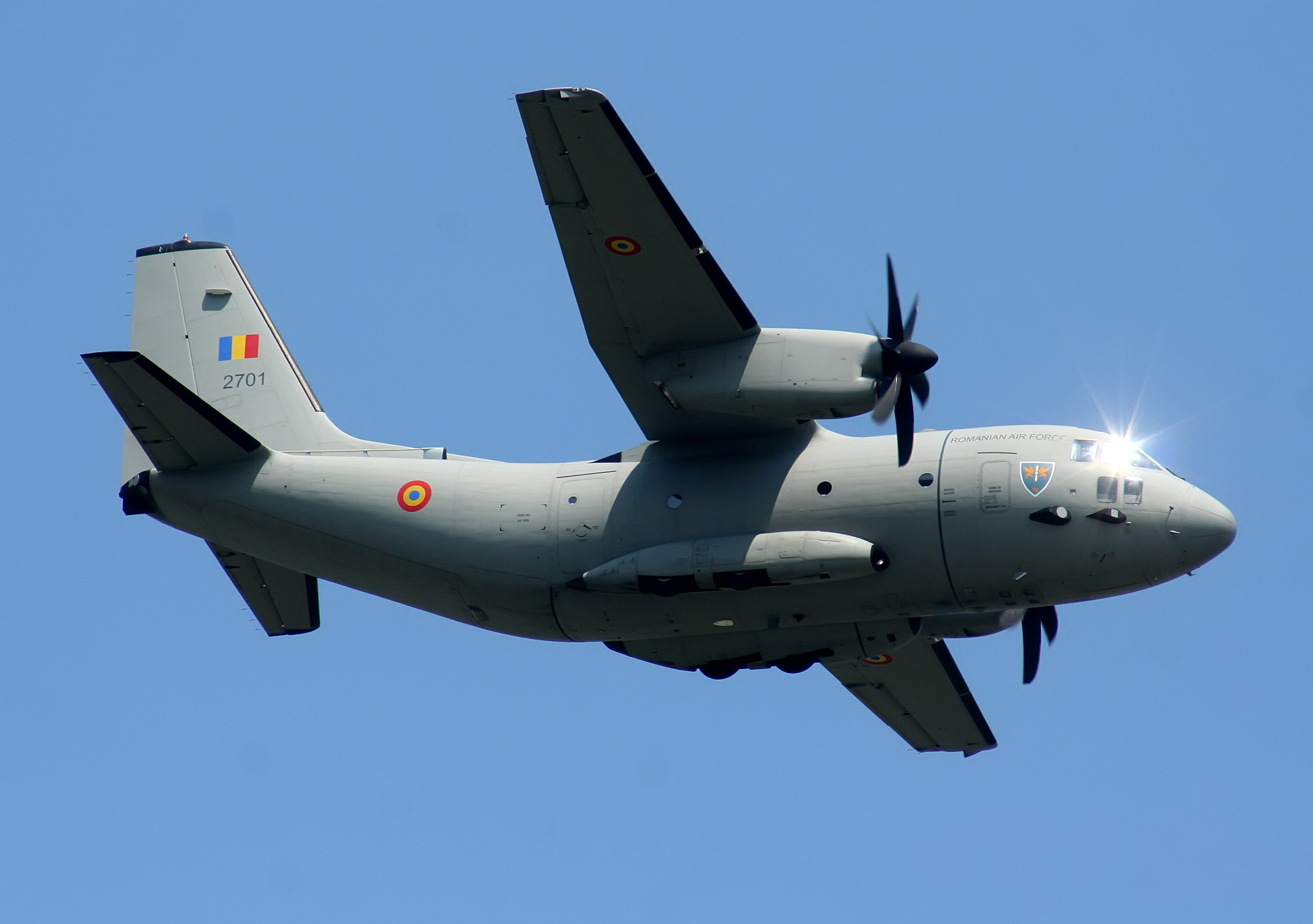
Un ejemplar de la Fuerza Aérea Rumana.

- Real Fuerza Aérea Australiana: 10 C-27J adquiridos en mayo de 2012 por 800 millones de €.[29] Las entregas comenzaron en 2014 y finalizaron en abril de 2018.[30] Operados por el No. 35 Squadron.[31]

 Bulgaria
- Fuerza Aérea Búlgara: 3 C-27J en servicio[32] con el 1/16 Escuadrón de Transporte, Base Aérea de Vrazhdebna.

 Chad
- Fuerza Aérea de Chad: opera 2 C-27J, recibidos originalmente en 2013 y 2014.[33]

 Eslovaquia
- Fuerza Aérea Eslovaca: 2 aviones.[34][35] En la competición, el CASA C-295 fue eliminado por no ser su bodega de carga lo suficientemente grande como para transportar los blindados Aligator del Ejército Eslovaco.[7]

 Eslovenia
- Fuerza Aérea de Eslovenia: en enero de 2021 ordenaron una unidad con proyecciones a una unidad adicional en un futuro próximo.[36][37]

 Estados Unidos
- Ejército de los Estados Unidos: operó 2 C-27J y encargó un total de 13, que cedió en 2009 a la USAF.
- Fuerza Aérea de los Estados Unidos: 38 C-27J, obtenidos entre 2009 y 2012, y posteriormente cedidos a otras agencias.
- USSOCOM: opera 7 unidades desde 2012.
- Guardia Costera de Estados Unidos: recibió 14 C-27J cedidos por la USAF.

 Grecia
- Fuerza Aérea Griega: 8 C-27J en uso[32] con el 354th TTS "Pegasus".

 Italia
- Aeronautica Militare: 12 C-27J[32] con el 98 Gruppo/46 Brigada Aérea.

 Kenia
- Fuerza Aérea de Kenia: 3 adquiridos en 2018.[38]

 Lituania
- Fuerza Aérea Lituana: Lituania firmó en junio de 2006 un contrato para la adquisición de 3 C-27J, que incluye módulos para su transformación en aviones de transporte VIP y de evacuación médica (MEDEVAC).[39]

 Marruecos
- Fuerza Aérea Marroquí: 4 C-27J.

 México
- Fuerza Aérea Mexicana: 4 C-27J adquiridos en julio de 2011 por 200 millones de dólares. El primero fue entregado en septiembre de 2011 y el segundo en enero de 2012. Operan en el Escuadrón de Transporte Pesado 302, junto a los C-130 Hercules.[40]

 Perú
- Fuerza Aérea del Perú: 4 C-27J.[41] La intención es llegar a una flota total de 12 aviones, comprados con fondos propios del ministerio de defensa del Perú.

 Rumania
- Fuerza Aérea Rumana: 7 C-27J.

 Turkmenistán
- Fuerza Aérea de Turkmenistán: ordenó 2 C-27J, entregándose el primero el 6 de junio de 2021.[42]

 Zambia
- Fuerza Aérea de Zambia: opera 2 C-27J.[43]

## Especificaciones (C-27J)
Referencia datos: Leonardo

### Características generales
- Tripulación: Dos (pilotos)
- Capacidad: 

  - Transporte de tropas: 60 soldados (+ 4 opcionales)
  - Evacuación médica: 36 camillas y 6 asistentes médicos
- Carga: 11 500 kg
- Longitud: 22,7 m (74,5 ft)
- Envergadura: 28,7 m (94,2 ft)
- Altura: 9,8 m (32,2 ft)
- Superficie alar: 82 m² (882,7 ft²)
- Peso cargado: 30 500 kg (67 222 lb)
- Peso máximo al despegue: 31 800 kg (70 087,2 lb)
- Planta motriz: 2× turbohélice Rolls-Royce AE 2100.
  - Potencia: 3458 kW (4768 HP; 4702 CV) cada uno.
- Hélices: 1× Hélices de cimitarra Dowty R-391 por motor.
- Capacidad de combustible: 12 000 l
- Dimensiones de la bodega de carga: 3,33×2,60 m (ancho × alto).

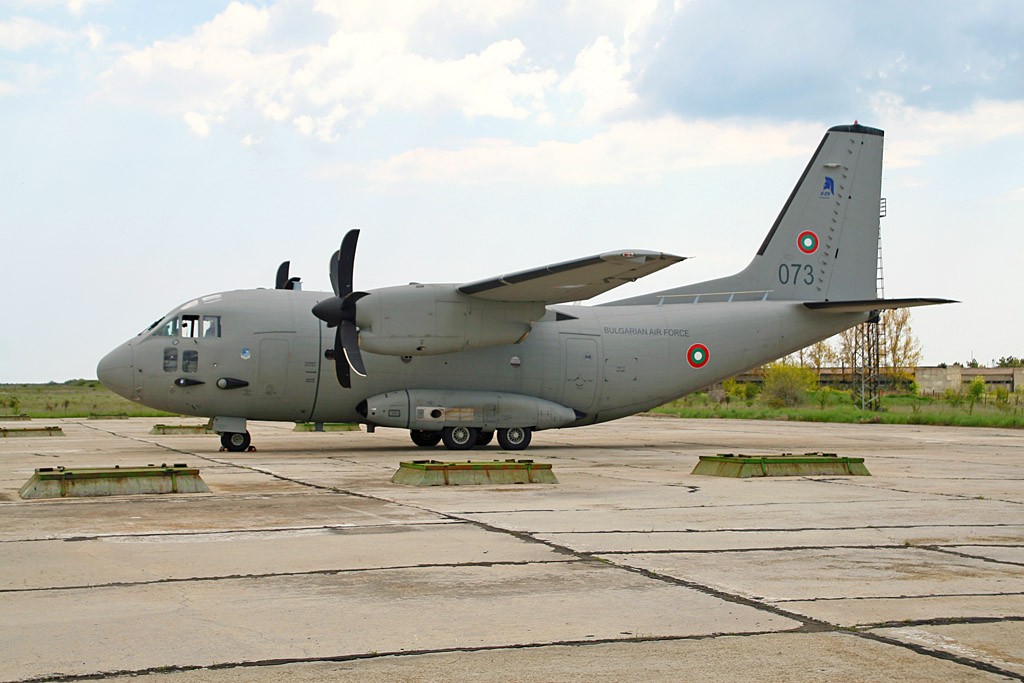
Un ejemplar de la Fuerza Aérea Búlgara.

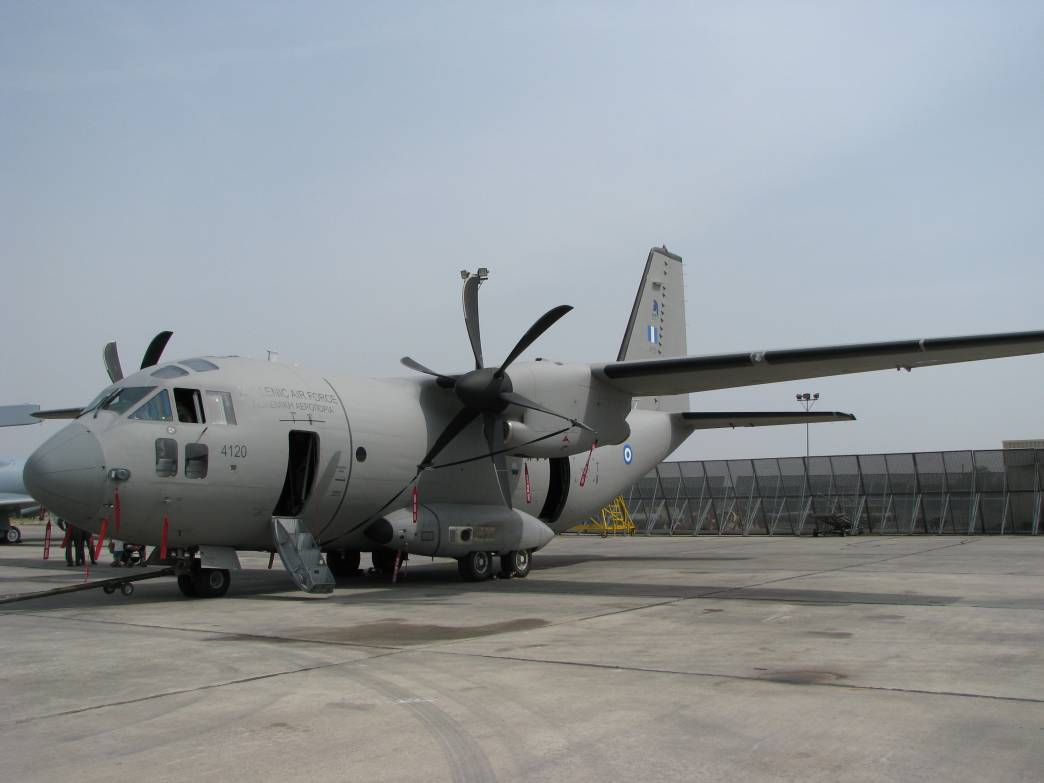
Spartan griego.

### Rendimiento
- Velocidad máxima operativa (Vno): 602 km/h (374 MPH; 325 kt)
- Velocidad crucero (Vc): 583 km/h (362 MPH; 315 kt)
- Alcance: 5852 km (3160 nmi; 3636 mi) (2150 km con carga máxima)
- Techo de vuelo: 9144 m (30 000 ft)
- Distancia de despegue: 410 m
- Distancia de aterrizaje: 390 m

## Aeronaves relacionadas

### Desarrollos relacionados
- C-130J Super Hercules
- Aeritalia G.222

### Aeronaves similares
- EADS CASA C-295
- CASA CN-235
- Ilyushin Il-112
- / Antonov/Taqnia An-132
- / Antonov An-32

### Secuencias de designación
- Secuencia Alfanumérica de las Fuerzas Armadas italianas: ← Q-24 - Q-25 - Q-26 - C-27 - Q-27 - F-35 - C-42/P-42 →
- Secuencia C-_ (Aviones de Carga estadounidenses, 1962-presente): ← C-24 - C-25 - C-26 - C-27/J - C-28 - C-29 - C-31 →